# Можайское водохранилище
Можа́йское водохрани́лище (неофиц. также Можа́йское мо́ре) — искусственный водоём на западе Московской области, на территории Можайского городского округа, является крупнейшим водохранилищем региона. Образовано в 1960—1962 в результате сооружения гидроузла на реке Москве, выше города Можайска. В состав гидроузла входят земляная плотина и Можайская гидроэлектростанция.
На берегах водохранилища расположены деревни Москворецкая Слобода, Марфин-Брод, Криушино, Старое Село, Ковалёво, Косьмово, Троица, Поздняково, Крылатки, Тушков Городок, Бычково, Горки, Лубёнки, Глазово, Горетово, Хотилово, Аксаново, Красновидово, Блазново, Мышкино, посёлок Гидроузел, а также ряд домов отдыха, пионерлагерей и дачных посёлков.

## Основные характеристики
Полный объём 235 млн м³, полезный объём 221 млн м³, площадь при нормальном уровне 30,7 км². Ширина до 3,5 км, длина около 47 км, глубина до 22,5 м. Нормальный подпорный уровень — 183,0 м, форсированный подпорный уровень — 183,7 м, уровень мёртвого объёма — 170,0 м.
Водохранилище замерзает в конце ноября, вскрывается в конце апреля. В верхней части интенсивно зарастает камышом.
Имеется остров Горошковский, расположенный вблизи устья реки Бодня. Остров назван по бывшей деревне Горошково, находившейся в этом месте.
Плотина и гидроэлектростанция находятся вблизи деревни Марфин Брод. Мощность ГЭС составляет 2,5 МВт (2×1,25 МВт), среднегодовая выработка — 8 млн кВт⋅ч в год при напоре 20 метров. Длина плотины 900 метров, на плотине организован автомобильный переход с пропускной системой.
В Можайское водохранилище втекает река Колочь, урез воды в устье которой (172,4 м) находится ниже уровня водохранилища. Воды Колочи перекачиваются в водохранилище через защитную дамбу с помощью специальной насосной станции. Такое решение применено потому, что без защитной дамбы воды Можайского моря затопили бы исторический памятник — Бородинское поле.

## Хозяйственное значение
Можайское водохранилище служит для водоснабжения города Москвы и многолетнего регулирования стока реки Москвы.
Водохранилище является популярным местом отдыха. На его берегах расположено несколько домов отдыха и пионерлагерей. Развиты туризм и спортивное рыболовство — ловятся окунь, плотва, лещ (массой до 3 кг), судак, щука, ёрш, подлещик, линь, угорь (массой до 1 кг); имеются рыболовно-спортивная база, дом рыболовов.
Судоходство в настоящее время отсутствует, хотя в первые годы после создания водохранилища там существовала прогулочная линия длиной 27 км на участке Марфин Брод (Плотина) — Горетово. На линии ходило два теплохода типа «МО».
Промысловый лов рыбы не ведётся.

## История
История Можайского водохранилища началась в 1948 году, когда Исполкомом Моссовета было принято решение о проектировании системы водохранилищ на реке Рузе и в верховьях Москвы-реки. Его целью было улучшение снабжения Москвы питьевой водой из Москворецкого источника. К 1952 г. были разработаны предпроектные предложения, предусматривающий строительство трёх водохранилищ — Можайского, Рузского и Озернинского. Окончательное решение о строительстве Можайского гидроузла было принято в 1955 г.
Задачу проектировщиков усложняла необходимость сохранить от затопления и подтопления Бородинское поле с его историческими памятниками. Для этого было рассмотрено 4 различных варианта сооружения гидроузла, в частности перенос места сооружения плотины Можайской ГЭС вверх по течению (в район Аксаново), вниз по течению (в район Красного Стана), и даже строительство системы дополнительных водохранилищ и каналов. Все эти варианты приводили или к значительному уменьшению объёма водохранилища, или к затоплению многих населённых пунктов и сельскохозяйственных угодий. В результате было принято решение не изменять место створа Можайского гидроузла, но на р. Колочь построить ещё один гидроузел со специальной защитной дамбой и насосной станцией.
Ещё одна защитная дамба — Аксановская — была построена с левого берега водохранилища для защиты от подтопления лесных и сельскохозяйственных угодий в долине р. Бодня.
Строительство Можайского гидроузла началось в 1955 году, и в январе 1960 г. река была перекрыта плотиной. С этого момента началось заполнение водохранилища, и в 1962 году уровень воды достиг проектной отметки.
В 2008—2009 годах был проведён ремонт плотин Можайской ГЭС и гидроузла на р. Колочь. Для этого водохранилище было частично спущено: летом 2008 и 2009 годов уровень воды находился соответственно на 6,5 м и на 4,5 м ниже нормального проектного уровня.